# Jeff Cohen (Schauspieler)

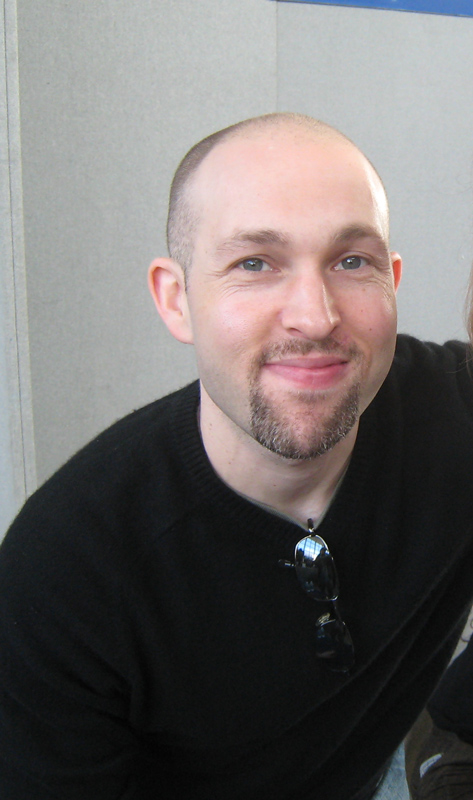
Jeff Cohen (2008)

Jeff Cohen (* 25. Juni 1974 in Los Angeles, Kalifornien als Jeffrey Bertan Cohen) ist ein US-amerikanischer ehemaliger Schauspieler und heutiger Jurist.

## Leben und Karriere
Zwischen 1983 und 1991 wirkte Cohen als Kinderdarsteller an über einem Dutzend Film- und Fernsehproduktionen mit. Bekannt machte ihn vor allem die Rolle des Lawrence „Chunk“ Cohen in dem von Steven Spielberg produzierten Abenteuerfilm Die Goonies aus dem Jahr 1985. Als einziger der Jungschauspieler aus dem Film erhielt er eine Nominierung für den Saturn Award als Bester Nachwuchsschauspieler. The Goonies blieb sein einziger Auftritt in einem Kinofilm, ansonsten wirkte er vor allem an Serien wie Familienbande, Unglaubliche Geschichten oder Disney-Land in Gastrollen mit. 
Nach Cohens eigener Aussage war er vor allem auf den Rollentypus des „fetten Kindes“ festgelegt – als er dann in die Pubertät kam und an Gewicht verlor, erhielt er kaum noch Angebote. Er sei davon etwas niedergeschlagen gewesen, aber die Freundschaften mit Mitschülern ohne Filmkarrieren in der Highschool, die auch ihre Probleme hatten, hätten ihm die richtige Perspektive darauf aufgezeigt.
Cohen blieb mit Richard Donner, dem Regisseur von Die Goonies, in Freundschaft verbunden und half bei seinen Filmen als Produktionsassistent aus. Donner finanzierte ihm schließlich auch sein Studium der Rechtswissenschaften an der University of California (Berkeley) in den 1990er-Jahren. Jeff Cohen hatte sich für dieses Studium entschieden, da er weiterhin hinter der Kamera dem Filmgeschäft verbunden bleiben wollte und er entdeckt hatte, dass viele der wichtigsten Personen in Hollywood einen Juraabschluss hatten. Im Jahr 2000 machte er seinen Juris Doctor an der UCLA School of Law der University of California (Los Angeles).
2002 gründete er die in Beverly Hills sitzende Anwaltspraxis Cohen Gardner mit, in der er bis heute Teilhaber ist und die sich auf Klienten aus der Unterhaltungsindustrie spezialisiert hat. Auch an der Produktion einzelner Film- und Fernsehproduktionen war er schon beteiligt. 2008 nahm ihn der Hollywood Reporter in seine Liste der Top-35-Führungskräfte in Hollywood unter 35 auf. Für The Huffington Post und CNBC hat Cohen bereits mehrfach Artikel zu rechtlichen Themen verfasst. Seinem ehemaligen Goonies-Mitschauspieler Ke Huy Quan vermittelte er dessen später oscarprämierte Rolle in dem Film Everything Everywhere All at Once (2022), wofür Quan ihm auch namentlich in seiner Oscarrede dankte.

## Filmografie (Auswahl)
Als Schauspieler (komplett)
- 1983: Geschichten aus der Schattenwelt (Tales from the Darkside; Fernsehserie, Folge Trick or Treat)
- 1983: Webster (Fernsehserie, Folge A Question of Honor)
- 1983: Little Shots (Fernsehfilm)
- 1984: The Facts of Life (Fernsehserie, Folge The Summer of '84)
- 1984: Kids Incorporated (Fernsehserie, Folge The Prankster)
- 1984/1987: Familienbande (Family Ties; Fernsehserie, 2 Folgen)
- 1985: Die Goonies (The Goonies)
- 1985: Cyndi Lauper: The Goonies ‚R‘ Good Enough (Musikvideo)
- 1985: Junge Schicksale (ABC Afterschool Specials; Fernsehserie, Folge No Greater Gift)
- 1985/1986: Unglaubliche Geschichten (Amazing Stories; Fernsehserie, 2 Folgen)
- 1986: Disney-Land (Disneyland; Fernsehserie, Folge Ask Max)
- 1987: She’s the Sheriff (Fernsehserie, Folge Child’s Play)
- 1987: Popeye, Sohn und Co. (Popeye and Son; Zeichentrickserie, 13 Folgen – Stimme)
- 1988: Scooby-Doo und die Geisterschule (Scooby-Doo and the Ghoul School; Zeichentrick-Fernsehfilm – Stimme)
- 1991: Perfect Harmony (Fernsehfilm)